# Komorniki (województwo mazowieckie)
Komorniki – wieś sołecka w Polsce położona w województwie mazowieckim, w powiecie piaseczyńskim, w gminie Tarczyn.
Prywatna wieś duchowna położona była w drugiej połowie XVI wieku w powiecie tarczyńskim ziemi warszawskiej województwa mazowieckiego. Do 1954 roku istniała gmina Komorniki. W latach 1975–1998 miejscowość administracyjnie należała do województwa warszawskiego.